# Țipău
Țipău – wieś w Rumunii, w okręgu Vrancea, w gminie Spulber. W 2011 roku liczyła 181 mieszkańców